# هارالد موتسکی
هارالد موتسکی(۱۹۴۸–۲۰۱۹م) به آلمانی:Harald_Motzki؛ نویسنده و خاورشناس آلمانی بود که به ویژه در زمینه علم حدیث تحقیقات گسترده‌ای انجام داده‌است.

## تولد
موتسکی در ۲۵ آگوست سال ۱۹۴۸م در برلین آلمان زاده شد.

## تحصیلات
موتسکی پس از طی دوران دبیرستان، در سال ۱۹۷۸ از دانشگاه بون، دکترای خود را در زمینه مطالعات اسلامی دریافت کرد و سپس به عنوان استاد مطالعات اسلامی در دانشگاه شهر نایمخِن (Nijmegen University) دانشگاه رادبود به تدریس و تحقیق پرداخت.

## دامنه تحقیقات
موتسکی محققی پرتلاش بود و در زمینه اسلام‌شناسی آثار فراوانی تألیف نمود. برخی آثار او را انتشارات اشگیت چاپ نموده. از آثار وی به فارسی «زندگی‌نامه محمد ص»، و کتاب "حدیث اسلامی خاستگاه و سیر تطور” را باید یاد کرد که یکی از آنها به عنوان کتاب فصل جمهوری اسلامی ایران هم انتخاب شده‌است. همچنین مقالاتی از وی به ویژه توسط مرتضی کریمی نیا به فارسی ترجمه شده‌است.

## ترجمه کتب و مقالات به فارسی
معروف‌ترین کتابی که از هارالد موتسکی به فارسی ترجمه شده با عنوان «حدیث اسلامی: خاستگاه و سیر تطور» است که توسط مرتضی کریمی نیا به پارسی برگردانده شده‌است و موتسکی در مقدمه بر این ترجمه می‌نویسد: «لازم می‌دانم از مرتضی کریمی‌نیا تشکر کنم که اندیشهٔ کار را در سر پروراند، و وظیفهٔ دشوار و زمانبر ترجمه را به دوش کشید تا این کتاب به فارسی ترجمه شود. آرزو دارم این ترجمهٔ فارسی خوانندگان خاص خود را بیابد. نایمخن، مه ۲۰۱۰؛ هارالد موتسکی.»
دیگر اثر موتسکی در ۱۴۰۰ با نام «تحلیل روایات اسلامی (مطالعاتی در احادیث فقهی، تفسیری و مغازی)» اثر هارالد موتسکی به همراه نیکلِت بوخوف- وان در وورت و سن و. آنتونی توسط سیدمحمد موسوی مقدم ترجمه و از سوی سازمان سمت در ۵۰۴ صفحه منتشر شده‌است.

## درگذشت
هارالد موتسکی در ۸ فوریه ۲۰۱۹ در ۷۱ سالگی در Goch-Asperden درگذشت.